# Calophyllum pervillei
Calophyllum pervillei är en tvåhjärtbladig växtart som beskrevs av Emmanuel Drake del Castillo. Calophyllum pervillei ingår i släktet Calophyllum och familjen Calophyllaceae. Inga underarter finns listade i Catalogue of Life.